# 胡適
胡適（1891年12月17日—1962年2月24日），原名嗣穈，學名洪騂，又改名適，字適之:5。一生用過筆名有：希彊、自勝生、鐵兒、冬心、臧暉之主人、臧晖等:5。生于江蘇省松江府川沙廳，籍貫安徽省徽州府績溪縣上莊鎮:5。曾任国立北京大学校长、中央研究院院長、中华民国驻美大使；天主教輔仁大學、南开大学校董会董事等職。
胡適是新文化运动的奠基人與领袖之一，他興趣廣泛，著述豐富，在文學、哲学、史学、考据学、教育学、伦理学、紅學等诸多领域都有较为深入的研究，开风气之先。在哲學上倡導約翰·杜威的實用主義方法論，主張“大膽假設，細心實證”，“實驗是真理的唯一試金石”，在政治上主張自由主義。他是一位备受争议、值得探讨的多重身份历史人物，也是被各方政治勢力批評得最多的人之一。

## 生平

### 早年經歷
胡適家族世系是徽州胡氏中的明經胡，自古傳說出自唐哀帝（或唐昭宗）。到胡適父親胡傳（1841年-1895年）時，家業茶商，家道殷實。
1891年12月17日未時，胡適生于江苏川沙县（今上海浦东新区）。胡適父親胡傳（一說為胡珊:5）一生娶3位妻子。元配馮氏在太平天國之亂時罹難，胡傳續娶曹氏，胡傳在五次參加鄉試皆未中舉人後，放棄科舉之途，在中國東北寧古塔結識寧古塔邊務欽差大臣吳大澂後，受吳大澂推薦走上仕途，後追隨吳大澂，先後前往海南、協助治理黃河。胡傳曾任上海的淞滬里卡（稅收機關）總巡:5。胡傳再娶胡適生母馮順弟，是胡傳第三房妻子:5。所以胡適出生之時，父親胡傳已經50歲。
1893年，胡傳前往台灣擔任臺南鹽務總局提調兼辦安嘉總館，辦理臺南鹽務，此時2歲的胡適随母親去其父親在台南的任所居住。1893年，胡传代理臺東直隸州知州，胡適也隨父母親前往台東。然而，1895年清廷甲午戰爭战败，依《马关条约》将台灣割讓給日本，胡適即随母親離開臺灣回上海，后回祖籍安徽绩溪上庄，进家塾读书。未久，其父抗日未果而病逝于福建厦门，胡适时年四岁。
胡適認為母親的教養對自己後來的處事態度造成非常深遠的影響，同時他認為他母親對他的教養是採取寬嚴並濟的方式。他曾說「如果我學得了一絲一毫好脾氣，如果我學得了一點點待人接物的和氣，如果我能寬恕人，體諒人──我都得感謝我的慈母。」胡適論及自己母親教養的內容，也被收入中華民國國民中學的教科書中。
1904年，13歲的胡適在家人安排下与遠房親戚江冬秀订婚。江冬秀雖為鄉村女子，但卻是書香門第，雖不是博聞強識，也念過幾年私塾，識得幾個字。之後，胡適跟隨其三哥到上海，入梅溪学堂。
1905年，胡適进上海的新式學堂澄衷学堂。1906年，考取中国公学。1908年，入中国新公学，兼任英文教员。1910年，胡適考得第二届美国庚款奖学金，留学美国入康乃尔大学选读农科。1911年受辛亥革命触动，弃农从文，改修哲学和心理学，同时辅修英国文学和政治经济学。在校期间广泛参与演讲等社会活动，宣传中国革命。其后1915年转入哥伦比亚大学哲学系继续深造，师从于实用主义哲学家约翰·杜威。

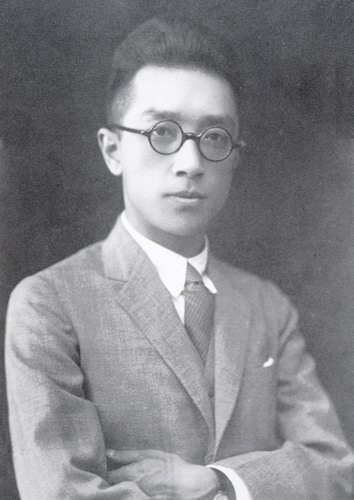
1917年的胡适

1917年初，在《新青年》杂志上发表《文学改良刍议》，提倡中国文学由文言文转用白话文。同年，通过哲学博士学位的最后考试，但并未取得博士学位，回国后被人尊称“博士” (十年後才正式取得學位），并任北京大学教授，参加编辑《新青年》，回安徽绩溪与定亲的江冬秀结婚。1919年接办《每周评论》，发表《多研究些问题，少谈些主义》，主张改良主义，引發“问题与主义论战”。1920年在《新青年》上发表中国第一本白话文诗集《尝试集》。同年离开《新青年》，在南京高等师范学校（今南京大学）暑期学校讲学。

### 中年經歷

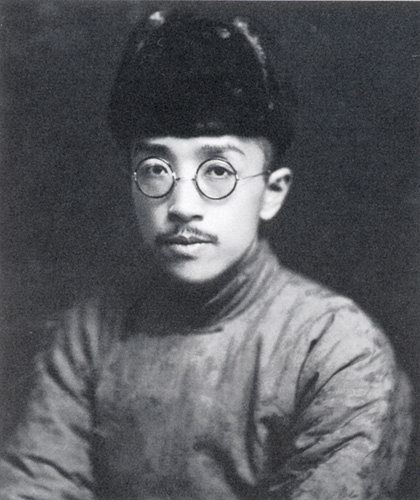
1921年的胡适

1922年，任國立北京大學教務長兼代理文科學長，创办《努力周报》。在《努力周报》第二期（5月14日）与蔡元培、李大钊、陶行知、梁漱溟等联名发表《我们的政治主张》。1923年胡适因病休假一年。
1924年与陈西滢、王世等创办《现代评论》周刊。1925年2月，参加北京善后会议，并参与起草部分会议文件。1926年与其师郭秉文等人在美國发起成立华美协进社。1926年7月—1927年5月游历英国、法国、美国、日本诸国。1927年，正式取得哥倫比亞大學哲学博士学位:40。与徐志摩等组织成立新月书店。1927年在上海蒋介石与宋美龄婚礼上结识蒋介石。
1928年创办《新月》月刊。同年任中国公学校长。1929年在《新月》杂志上发表《人权与约法》一文，标志着“人权运动”的开始，随后发表《我们什么时候才可有宪法——对于建国大纲的疑问》、《知难，行亦不易—孙中山先生的“行易知难”说述评》、《新文化运动与国民党》，对训政时期国民党政府的集权大加批评。1930年1月，胡適、罗隆基、梁实秋三人将有关人权问题的文章结集为《人权论集》交新月书店出版，后被国民政府查禁。4月10日在《我们走那条路》中提出：“要铲除打倒的是贫穷、疾病、愚昧、贪污、扰乱五大仇敌”。
1932年任國立北京大学文学院院长兼中国文学系主任、私立南开大学校董会董事及南开大学经济学院董事，并邀蔣廷黻、丁文江、傅斯年、翁文灝创办《独立评论》，胡適先后共为其撰写了1309篇文章。1935年1月4日抵達香港，逗留五天，主要接受香港大學名譽法學博士學位。1935年至1936年胡適多次要求出任駐日本大使未果:128。
1937年八一三事变，日军入侵上海，胡适与顾祝同、朱绍良、梅思平、陶希圣、罗君强、陈布雷、陈立夫、张君劢等人常到周佛海在南京西流湾8号建造的花园洋房的地下室躲避空袭。众人在此常常讨论时局，持“战必大败”的悲观情绪，胡适于是为这个非正式组织起名“低调俱乐部”，以区别于当时高调的主战派及民众盛行的“歇斯底里的风气”。另据周佛海的死刑判决书（最高法院特种刑事判决 三十六年度京特复字99号），在低调俱乐部里真正主张过和谈的，仅有周佛海、梅思平、高宗武、陶希圣四人。（判决书原文：“......乃于淞沪战事激烈之际，与梅思平、高宗武、陶希圣在其南京西流湾8号住宅内密议主和”）:259
蔣介石於同年8月19日要求胡適即日前往美國爭取美方對中國的支持。胡适1938年即任中華民國驻美国大使，前往美国四处演讲，深得罗斯福总统欣赏。因与同时驻美的宋子文不和等因，胡于1942年9月8日辞去驻美大使一职，旅居纽约，从事学术研究。1943年，应聘为美国国会图书馆东方部名誉顾问。1944年9月，在哈佛大学讲学。1945年，出任中華民國政府代表团代表在旧金山出席联合国制宪会议；以中華民國政府代表团首席代表的身分，在伦敦出席联合国教科文组织会议，制订该组织的宪章。1946年7月5日，國立北京大學校長胡適由美國返回中國抵達上海:8099。11月28日，蔣介石向制憲國民大會提出《中華民國憲法草案》，並鄭重致詞，說明其要點:49，由国民大會主席團主席胡適接受。12月25日，國民大會正式三讀通過憲法草案:49。同日國民大會閉幕，由蔣主席代表國民政府接受胡適遞交憲法:156。
1947年1月4日，教育部就沈崇一案致電北京大學校長胡適、清華大學校長梅貽琦稱，南京、上海等地學生游行「查係有人鼓動反政府及反美運動」；「此係美兵個人行為，純屬法律案件，並非外交問題。現美軍已將兇犯交軍事法庭審判，自應聽候依法解決。誠恐有人擴大煽動，特電注意防範」:8256。1月6日，對北大今後學生運動，胡適稱：不應以罷課為手段:8258-8259。1月24日，蔣中正想請胡適出任考試院院長和國府委員，但胡適堅持不肯加入國民政府而力辭。5月6日，北京大學校長胡適電請教育部調查教授待遇:8349。8月28日，聯合國教科文組織中國委員會在南京舉行成立大會，委員會比照聯合國教科文組織設立自然科學、社會科學及人文科學、教育、大眾傳播、圖書館及博物館、藝術與文學6個專門委員會，並選出執行委員胡適、朱家驊、吳貽芳、朱經農、梅貽琦、杭立武、竺可楨、張道藩、薩本棟、瞿菊農等10人:8403。9月1日，北京大學教授俞平伯、向達、孫楷第等31人，因生活困苦，致函該校校長胡適稱：「我們一個月的收入不能維持半個月的生活，談不到子女的教育費，更談不到即將到來的嚴冬，這是一種什麼生活！」:8405
1948年3月，胡適當選為中央研究院第一屆院士。4月3日，蔣中正認為中華民國憲法為內閣制，實權在內閣，中華民國總統應為虛位，請公正人士較佳，所以想請中國國民黨支持無黨籍的胡適出馬競選行憲後第一任總統，等胡適當上總統後再任命蔣中正為中華民國行政院院長，胡適也同意了，但後來因中國國民黨中央執行委員會還是支持蔣選總統而變卦:2024。11月，解放军兵临北平城下，用电台广播呼吁胡适留下继续担任北京大学校长。12月，華北剿匪總司令部總司令傅作義，西去綏遠和南走海上的道路都被堵死。是戰是和，傅作義日夜思考，下不了決心。他認為胡適能夠替他出主意，把胡適接到中南海懷仁堂密談，胡送了八個字，「和比戰難，堅持待變」。蔣派專機接運留在北平之學人胡適、陳寅恪、錢思亮、李濟、勞榦等到南京:57。12月13日朱家驊、傅斯年、俞大維、陳雪屏四個人在南京設法派飛機去接胡適南下，胡適在13日時，本來還堅持不肯丟下北京大學不管，14日在南京方面的勸說下才勉強同意離開，1948年12月15日下午4點，傅作義派部隊護送胡適到南苑機場上了飛機。夜裡十時光景，到了南京明故宮機場:2061-2063。1949年1月15日，蔣介石在引退前夕聘請胡適擔任總統府資政，胡適向總統府秘書長吳忠信去信表示辭意但未果。:2068-2069
1949年3月9日，蔣介石派蔣經國赴上海訪胡適:166。4月6日，胡適應中華民國政府要求，從上海搭威爾遜輪前往美國當說客，為和平解決國共內戰問題尋求美國政府的介入，但4月21日船抵舊金山，得知4月19日政府拒絕中國共產黨24項要求，解放军已渡江，此時局勢已定，胡適在美處處碰壁，無力回天:2083、2092、2097。4月，胡適在美國发表《共產黨統治下決沒有自由：跋所謂〈陳垣給胡適的一封公開信〉》:399，旅美時，与张爱玲相识，结下友谊；《自由中國》创刊，胡適任名义上的“发行人”。
4月22日，胡適在美國舊金山發表談話，略謂：「現在重要之事實，則為中國政府已拒絕投降，此非僅四萬萬人民之命運所繫，即全世界之命運，恐亦隨之決定。」次日，解放軍佔領南京後，他仍宣稱：「不管局勢如何艱難，我始終是堅定的用道義支持蔣總統的。」:8887-8888
6月19日，新任行政院院長閻錫山發表胡適為外交部部長，但胡適拒絕上任:2095。
1950年应聘为普林斯頓大学葛思德东亚图书馆馆长（短期的中文图书管理员，来源：唐德刚《胡适杂忆》45页）。6月23日，美國亞太事務助理國務卿迪安·魯斯克曾經約見胡適，試圖說服胡適出面領導流亡海外及臺灣的反共親美人士，以取代蔣中正的政權，不過胡適對此表示全無興趣。當時美國對蔣完全喪失信心，希望建立第三勢力以對抗共產黨擴張，因胡適無此興趣而不了了之。1952年，胡適和蔣廷黻在紐約曾有意聯合組織反對黨以在臺灣推行民主政治，但在胡適返台與蔣中正討論後，遭到蔣中正的反對，以致組黨的事胎死腹中:74-75。之後，他於1950年代初期偶回臺灣參與政治活動與講學。例如：以國大代表參與總統選舉投票、擔任光復大陸設計研究委員會副主任委員及協辦由雷震主筆的《自由中國》雜誌等等。
1954年至1955年，以批判俞平伯《红楼梦研究》为导火索，中国大陆掀起了批判胡适运动。为批判胡适，三联书店出版发行《胡适思想批判论文汇编》8辑。胡适先生住在美国，他搜集了这八本书，认真作了批注。而批判胡适运动的起因，根据耿云志的说法是：“这句话我想是他一生裡，讲的最有失绅士风度的一句话，他（胡适）说按照毛泽东当时的水平他考北大是考不上的，我估计这个话有可能传到毛泽东的耳朵裡，所以毛泽东非常决断地发动一场全国规模的彻底批判胡适的运动。”1956年9月20日，陳源依老友周鯁生之託，致信胡適。然而，胡適並不相信周鯁生所説的話，他在陳源信中「對於你，是對你的思想，並不是對你個人」下面劃線，並在旁批注：「除了思想之外，什麼是『我』？」。1957年11月，胡適當選中華民國最高研究機構中央研究院院長，並於隔年4月回到臺灣定居就任。自此，胡適多時往返臺、美兩地。期間因為經濟關係，1958年他還將《胡適文選》及《四十自述》等所有著作，以買斷方式（一說為廿年）賣與國內某家出版公司。

### 晚年经历

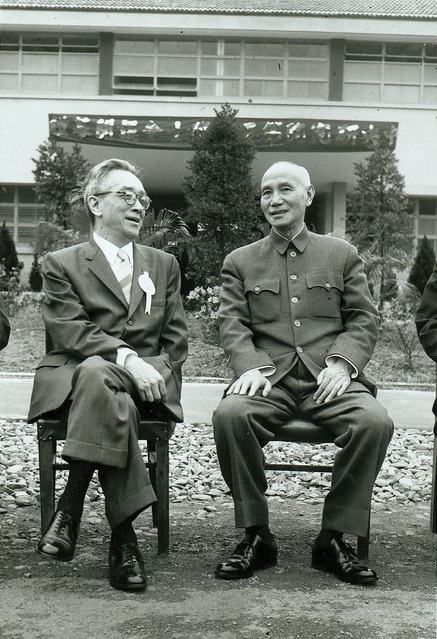
1958年臺北，胡適、蔣中正合照

1958年后，大陆发起大规模清算胡适思想的运动，胡适响应说，“我觉得世界上二、三百年来有一种公开的趋向，朝科学民主这个方向上走，朝新的科学方法走，那时候我朋友陈独秀在《新青年》上发表文章拥护‘德’先生和‘赛’先生，我表示过这样的话，把这个抽象名词人格化，把它看作人，最容易错误的，容易人格化。容易人格化，也就容易偶像化，偶像化了，便会盲目崇拜……当时我朋友陈独秀只认得两个名词，不知道科学是一个方法，民主是一种生活习惯，是一种生活方式。”1959年金門構工部隊，於舊金城東炸山採石，意外發現魯王墓「皇明監國魯王壙誌」八字及全文石碑後交由胡適博士研考。1959年兼任國家長期科學發展委員會（中華民國科技部前身）主席職務。

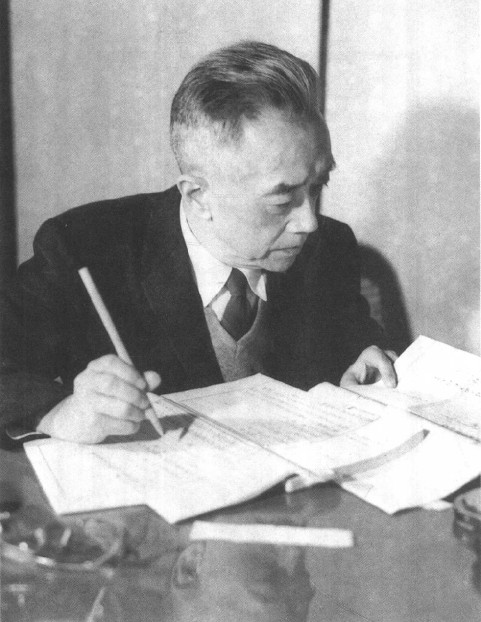
1960年的胡适，摄于台中故宫博物馆

1960年，《自由中國》雜誌负责人雷震與臺、港黨外人士共同連署反對蔣中正違背中華民國憲法三連任總統，胡適為連署人之一。之後，雷震籌備組黨事宜，胡適雖未參與，但多所鼓勵。1960年9月，雷震因「共諜」案被捕，史稱雷震事件，而此事件，一般認為是蔣中正為阻止雷震籌組新黨而策劃。當時仍為中央研究院院長的胡適雖未受到此案株連，也參與營救雷震，不過並沒有成功。對此胡適曾留下三千字的日記說明始末。1961年2月胡适参加臺大校长钱思亮的宴会，刚抵达就感到身体不适，送至医院脉搏跳至135次，痰中带血。医生诊断为冠状动脉栓塞症加狭心症。此次住院2月，后回家自养，但身体已日渐衰弱。11月病情恶化，至臺大医院疗养，隔年2月出院。

### 逝世及后事
1962年2月24日，參與中央研究院第五屆院士歡迎酒會時，心脏病突發病逝於臺北縣南港鎮（今臺北市南港區）時胡正在講台上致詞演說，至一半不支暈厥。蔣送來輓聯：「新文化中舊道德之楷模；舊倫理中新思想的師表。」之後，中華民國政府將胡適於臺北的公配居所改建為胡適紀念館、胡適墓園闢建為胡適公園（後來許多中研院院士或著名學人也安葬於此。）

胡適墓誌銘由知名學者毛子水撰文，金石名家王壯為先生書寫：
「這是胡適先生的墓，生於中華民國紀元前二十一年，卒於中華民國五十一年。這個為學術和文化的進步，為思想和言論的自由，為民族的尊榮，為人類的幸福而苦心焦思，敝精勞神以致身死的人，現在在這裡安息了！我們相信，形骸終要化滅，陵谷也會變易，但現在墓中這位哲人所給予世界的光明，將永遠存在。」

## 思想与学术
胡適在美國哥倫比亞大學研讀期間，師從約翰·杜威，研究並接受實用主義（pragmatism，胡適自譯為實驗主義）哲學，這是一種方法論，提倡“大膽假設，細心實證”，“一切學説理想，一切知識，都只是待証的假設，都須用實行來試驗過，實驗是真理的唯一試金石”。胡適將這應用在他各方面的思想和研究上，他説“我寫《先秦名學史》、《中國哲學史》，都是受那一派思想的指導，我的文學革命主張也是實驗主義的一種表現”，“我談政治只是實行我的實驗主義”，也體現在他的文字上，他說“我的長處是明白清楚，短處是淺顯，我抱定一個宗旨，做文字必須要叫人懂得”。
胡適在日記中曾説自己“平生大過，在求博而不求精”，這確實是他的一個特點，一生研究範圍廣博，但有三部著作都沒有下卷，這也正是他的優點，他學貫中西，對於“漢學”和西方哲學都很了解，用西方學術方法來研究中國文學和哲學，填補了当时中國學術的一個重要空白。
胡適對中國文化的衝擊是迅速而巨大的，1917年，他的《文學改良芻議》引起社會輿論强烈反響，回國后很快在學術圈也產生巨大衝擊，余英時說“這樣暴得大名的例子在中國近代史上除了梁啓超以外，我們再也找不到第二個了”。他在北大教授中國哲學史一課，時年二十六七歲，很多同學都懷疑他的資質，但很快他的很多新的觀念讓學生非常信服。1919年他出版《中國哲學史大綱》上卷，被蔡元培稱爲“一部研究中國哲學的大作”，此後他的研究涉獵廣泛，開闢中國文史哲學術研究的许多新領域、新紀元，“重新估定一切價值”，胡適説：“在中國文化史上我們真也是企圖搞出個具體而微的哥白尼革命來”。
胡適本來是不談政治的，1917年回國的時候，他“打定二十年不談政治的決心，要想在思想文藝上替中國政治建築一個革新的基礎”，但國内的政治及革命的氣氛日益高漲，胡適也忍不住參與，發表了《多研究些問題，少談些主義！》，引起了很大爭議。此後胡適積極參與時事與政治評論，但這其實并不是他的興趣所在，他説：“只是我的一種忍不住的努力”。他主張自由主義，提倡“自由、民主、容忍、和平的漸進的改革”，受到共產黨和國民黨兩方面的反對，但他始終不改初衷。

### 白話運動/文學革命
1917年，胡適還是美國哥倫比亞大學的研究生，他在《新青年》上发表《文学改良刍议》，引起很大反响。白話的使用歷史很長，推動白話文的努力也有相當的時間，這篇文章之所以引起轟動，一是出現在合適的時間，二是内容詳實，言之有據。一共提了文學改良的八個原則，“言之有物；不摹仿古人；講求文法；不無病呻吟；去除濫調套語；不用典；不講對仗；不避俗字俗語（注：即白話）”。不僅僅是文言改成白話的問題，還包括内容的改變，要“言之有物”，包括情感和思想，“非古人所謂‘文以載道’之説”，開啓了對“文以載道”這一文學道統的批評。包括文風的改變，讓語言成爲交流的有效工具，而不是以文害意。最後導致對文學的評價標準的根本改變，不模仿古人，推崇白話文學。關於白話文學，文中說，“今人猶有鄙夷白話小說為文學小道者，不知施耐庵、曹雪芹、吳趼人皆文學正宗，而駢文律詩乃真小道耳。吾知必有聞此言而卻走者矣”。這句話在當時是革命性的，夏志清這麽評價：“文學革命開始於1917年胡適的文章《文學改良芻議》...胡適把整個中國文學的遺產重新估價了，他以前沒有幾個學者敢像他那樣公然表揚小說的價值，聲稱水滸傳、西廂記足可與離騷、莊子、史記相提並論。他還以史學家和批評家的身份，指出一種他個人極為欣賞的藝術信仰：宣揚人道的寫實主義。他信奉的是小心求證的精神，是現實的樂觀主義者”。
胡適此後发表《歷史的文学觀念論》（1917年）、《建设的文学革命论》（1918年）、《國語文法概論》（1921）等论文，認為“死文字決不能產出活文學。中國若想有活文學必須用白話，必須用國語，必須做國語的文學”，主張“國語的文學，文學的國語”。鄭振鐸說“《建設的文學革命論》...是一篇文學革命最堂皇的宣言”。古文家林紓則反對說：“若盡廢古書，行用土語為文字，則都下引車賣漿之徒所操之語，按之皆有文法，...據此則凡京津之稗販，均可用為教授矣。”，反對者還有學衡派、章士釗。
1920年出版中国新文学史上第一部白话诗集《尝试集》。《嘗試集》的新詩充滿試驗性質，並不成熟。余光中認為“胡適等人在新詩方面的重要性也大半是歷史的，不是美學的”。周策縱評胡適新詩“清新者有之，朦朧耐人尋味者則無；輕巧者有之，深沈厚重者則無；智慧可喜者有之，切膚動人摯情者則無”。《尝试集》出版后，引起了相当大的反响，受到复古派的反对。学衡派東南大學教授胡先驌說：“胡君之《尝试集》，死文学也。...胡君辈之诗之卤莽灭裂趋于极端，正其必死之征耳。”
1919年胡適第一个用白话写作独幕剧《终身大事》，劇情裡女主角與戀人離家出走，是受易卜生《玩偶之家》的影響。他的小说《一个问题》开启了中国现代小说的第一个流派“问题小说”。
夏志清評價胡適的文學創作：“可惜胡適雖然是個了不起的倡導人，他卻不能以身作則寫出一些令人滿意的文學示範作品來，他的主要成就在於把整個中國文學的遺產重新估價了。”

### 哲學研究
胡適是較早引入西方方法以來研究中國學術的学者，1918年，他以其博士論文《先秦名學史》為基礎，編寫了《中國哲學史大綱》（上卷），論述了中國先秦哲學思想，蔡元培为此书作序，稱其為“一部研究中國哲學的大作”，特長是使用“證明的方法、扼要的手段、平等的眼光及系統的研究”。馮友蘭認為“在中國哲學史研究的近代化工作中，胡適創始之功，是不可埋沒的”。胡適此後并沒有寫下卷，被林语堂称为是「善著上卷書」。
在書中，關於孔子及儒家，胡適說“正名主義，乃是孔子學説的中心問題，要創立一種公認的辨別是非真僞的標準”，他對儒家批評甚多，“儒家重禮樂，本是極合于宗教心理學與教育心理學的，只可惜儒家把這一種觀念推行到極端，許多性情上的事都要依刻板的禮節去做，便把禮的真義反失掉了”，“從此以後，孝和禮這兩個字便漸漸成了中國社會的兩大勢力”。“《春秋》的宗旨，不在記實事，只在寫個人心中對於實事的評判，《春秋》的餘毒就使中國只有主觀的歷史，沒有客觀的歷史”，“孔子的‘學’只是讀書，只是文字上傳受來的學問，後來中國幾千年的教育，都受這種學説的影響，造成一國的‘書生’廢物，這便是他的流弊了”。
書中對墨家的學説頗爲稱許，“儒、墨兩家根本上不同之處，在於兩家哲學的研究方法不同”，“墨子的‘應用主義’，又可叫做‘實利主義’，‘用’和‘利’都只指針對人生行爲而言，無論什麽理論，什麽學説，都需要能改良人生的行爲，才可以推崇”，這和他自己相信的“實驗主義”簡直就是如出一轍。他還認爲，“墨子的後人，于‘宗教的墨學’之外，另分出一派‘科學的墨學’，後來叫做‘名家’的人，在當時都是墨家的別派”。
1921年，胡适在《吴虞文录序》中说“我向各位中国少年介绍这位‘四川省只手打孔家店’的老英雄——吴又陵先生！”，此后，“打倒孔家店”成为新文化运动中反孔非儒思潮的一个口号。
1934年，胡適發表《說儒》，對儒家的起源提出新的學説，認爲不是從孔子才開始，儒本是商朝的遺民，“是‘殷禮’（殷的宗教文化）的保存者與宣教師”，“老子也是儒”，“孔子和这班大弟子本来都是殷儒商祝，孔子只是那个职业里出来的一个有远见的领袖”，“將殷商民族的部落性的儒擴大到‘仁以爲己任’的儒，把柔弱的儒改變到剛毅進取的儒”。
1959年，胡適在《容忍與自由》一文中評價《禮記 王制》中的“四誅”（四樣不得赦免的死罪）：“這一段說的「四誅」正是中國專制政體之下禁止新思想、新學術、新信仰、新藝術的經典根據。”
1929年，胡適發表文章《中國今日的文化衝突》，提出“我主張全盤的西化，一心一意地走上世界化的路”，此説引起很大爭論，1935年6月，他發表文章《充分世界化與全盤西化》，對此説提出修正，“全盤的意義不過是充分而已，不應該拘泥作百分之百的數量的解釋。爲避免許多無謂的文字上或名詞上的爭論起見，與其説‘全盤西化’，不如説‘充分世界化’。‘充分’在數量上即使‘盡量’的意思，在精神上即使‘用全力’的意思”。

### 白话文学研究
胡適在白話小說《紅樓夢》、《水滸傳》、《西遊記》、《三國演義》、《三俠五義》、《海上花列傳》、《兒女英雄傳》、《官場現形記》、《老殘遊記》等十二部小說的研究皆卓然有成，著述六十萬言，結集為《中國章回小說考證》出版。
胡適是紅學考證派的創始人，反對此前的索隱派紅學，可以說是將小說納入了學術研究正軌的中國第一人。1921年，胡適發表《紅樓夢考證》，開宗明義，“向來研究這部書的人都走錯了道路，他們不去搜求那些可以考定《紅樓夢》的著者、時代、版本等等的材料，卻去收羅許多不相乾的零碎史事來附會《紅樓夢》里的情節。我們若想真正瞭解《紅樓夢》，必須先打破這種牽強附會的《紅樓夢》謎學”。胡適提出紅樓夢是曹雪芹所作，是曹雪芹自己的“自敘傳”，后四十囘是高適補的。胡適是《乾隆甲戌脂砚斋重评石头记》（即所謂“甲戌本”）孤本的发现者和拥有者。并且接下来发现了一系列珍贵的版本比如《庚辰本》，为現代红学研究奠定了重要的基础。胡適对紅樓夢评价并不高：“《紅樓夢》在思想見地上比不上《儒林外史》，在文學技術上比不上《海上花》、《老殘遊記》...”，他之所以考證紅樓夢，“在消極方面，我要教人懷疑王夢阮、徐柳泉一班人的謬說。在積極方面，我要教人一個思想學問的方法。我要教人疑而後信，考而後信，有充分證據而後信”。
1929年，胡适发表《白话文学史》（上卷），考证中国白话文学史，上卷到唐朝为止，此后并未写出后续。此书的白话是广义上的，接近当时时代的口语，与诘屈聱牙的古文相对，包括汉朝乐府、佛经翻译等。
夏志清評價說：“胡適把整個中國文學的遺產重新估價了，他以前沒有幾個學者敢像他那樣公然表揚小說的價值，聲稱水滸傳、西廂記足可與離騷、莊子、史記相提並論。他對幾本中國古典小說的源流和作者的考證，真是國學研究上的重要的里程碑。他還以史學家和批評家的身份，指出一種他個人極為欣賞的藝術信仰：宣揚人道的寫實主義。他信奉的是小心求證的精神，是現實的樂觀主義者。”

### 自由主义
胡適本來是不談政治的，1917年回國的時候，他“打定二十年不談政治的決心，要想在思想文藝上替中國政治建築一個革新的基礎”，但國内的政治及革命的氣氛日益高漲，胡適也忍不住參與。此後胡適積極參與時事與政治評論，但這其實并不是他的興趣所在，他説：“只是我的一種忍不住的努力”。
胡適参与了好幾個重要的政治辯論，開始於問題與主義之爭，這是一個方法論之爭。1919年7月，剛剛五四運動之後，他發表了《多研究些問題，少談些主義！》，胡適不是簡單地反對主義，只是反對一知半解，把主義挂在嘴上做招牌，他提倡首先要研究問題，將研究問題和研究主義相結合，最後找出解決的辦法。此文引起了很大爭議，特別是此前5月1日李大釗剛剛發表了《我的馬克思主義觀》，於是二人展開了幾輪辯論。毛澤東受到啓發，發表了《問題研究會章程》，并於1920年1月15日拜訪過胡適。但毛澤東研究了“問題”之後，也接受了“主義”。以胡適自己看來，他的主張當時沒有被接受。
1923年，胡適參與了科學與玄學的論戰。張君勱是玄學派，認爲科學解決不了人的人生觀問題；胡適和陳獨秀是科學派，認爲可以建立以科學爲基礎的人生觀。但胡陳二人之間也有分歧。陳獨秀堅持歷史唯物主義，胡適認爲經濟不是歷史的唯一決定因素，陳獨秀稱他是“心物二元論”，瞿秋白進一步地說胡適的實驗主義是唯心主義。
1930年，胡適參與了革命和演進之争，發表了《我們走那條路》，他反對暴力、盲動的革命，主張和平、自覺的演進。此文也引發了爭論。胡适支持渐进演变，而陈独秀支持革命重建。两人对国家未来发展的政治主张不同，但又容忍异己，惺惺相惜。陈独秀四次被捕入狱，甚至险被处决，但胡适每每奔走营救。
1935年，胡適參與了民主與獨裁之爭，發表了《一年來關於民治與獨裁的討論》等文章，他反對當時頗有市場的独裁論點——認爲民主已死、中國需要獨裁的，主張"民主政治的方式是國家統一的最有效方法”。
胡適的核心政治理念是自由主義，他總結為“自由、民主、容忍、和平的漸進的改革”，這貫徹于他一向的政治評論中，比較有代表性的文章有《我們的政治主張》（1922年），《人权论集》（1929年），《自由主義》（1948年），《容忍與自由》（1959年）。從中國近代的歷史來看，胡適的看法當時並沒有被接納，在海峽兩岸都多少如此，而且他完全低估了獨裁在中國的易實現性。他的理念受到共產黨和國民黨兩方面的反對。毛澤東說：“自由主義取消思想鬥爭，主張無原則的和平，結果是腐朽庸俗的作風發生”，1954年大陸開展了批判胡適的運動。蒋介石说：“自由主義與共產主義的思想...在客觀上是與我民族的心理和性情，根本不能相應的，而在主觀上更并無什麽根，不過是人云亦云”，1957、1958年，台灣出現官方暗中支持的反對胡適的言論和事件。
李敖作爲自由主義者，如此評論：“民主二字早在五四時代就叫得滿天響，四十年來，能夠‘一以貫之’的相信他所相信的，宣傳他所相信的，而在四十年間，沒有迷茫、沒有轉變、沒有‘最後見解’的人，除了胡適之外，簡直找不到第二個。別看他笑得那麼好，我總覺得胡適之是一個寂寞的人”。

### 禪宗研究
胡適在寫《中國禪宗史》的過程中接觸到神會與北宗辯論的記載，感到如果不寫神會，就難以寫好禪宗史。
1926年8月間，胡適奉派到英國參加中英庚子賠款全體委員會會議，順便到大英博物館與巴黎國家圖書館尋找被斯坦因和伯希和偷走的敦煌遺卷裡的禪宗史料。胡適到了巴黎時，當時在德國柏林大學研究的傅斯年也趕來巴黎和胡適住在一起共同研究敦煌遺卷。胡適承認他的很多想法都是受到傅斯年的影響。基本上胡適的禪宗研究就是要肯定北宗神秀的「漸修」學說而否定南宗惠能的「頓悟」說、並且證明所謂「六祖壇經」裡「五祖弘忍傳惠能法衣」的故事只是惠能的弟子神會和尚為了和北宗爭奪皇室的供養所編造出的神話。
1926年，胡適因在巴黎、倫敦相繼發現三卷及一份殘卷，約兩萬字有關神會和尚的資料，也就是《神會和尚語錄》和《菩提達摩南宗定是非論》，又在倫敦發現了神會的《顯宗記》，他不僅“要把禪宗史全部從頭改寫”，而且強調“這位大和尚神會實在是禪宗的真正開山之祖，是《壇經》的原作者”。印順法師認為此為他的結論是不足取的，胡適忽略了日本學者忽滑谷快天的部份，但在禪宗史的研究上，仍舊是有貢獻的。胡適將當時禪宗史研究的問題點，由「西天二十八祖」的傳承問題，轉為禪宗革命家本身的問題。若無胡適的論斷在先，日本佛教學界不會有如此多的回應和研究成果，中國禪學研究將不可能達到今日之成就。是故印順法師的研究成果實受惠於胡適的先前貢獻。胡適說：「一千多年中，幾乎沒有人知道神會在禪宗史上的地位，歷史上最不公平的事，莫有過於此事的了」。1974年日本學者柳田聖山收集胡適的講詞、手稿、書信等編成《胡適禪學案》。

### 水經注研究
1942年，胡適卸任駐美大使後開始關注《水經注》研究，此後的20年間，在《水經注》版本研究上花費了巨大的精力。所謂“《水經注》案”，是指一百多年來，部分學者指責戴震偷竊趙一清《水經注》研究成果一事。對此，學術界普遍有兩種看法：一種認為戴震抄襲了趙一清的成果；一種認為趙一清、全祖望、戴震各自獨立研究，取得了大體相同的結果。
在十幾年內，胡適蒐集了四十多種《水經注》的版本，抄寫了一百多篇長篇文章和一些考證文字，用了千百個證據，為了推翻“幾成定讞”的所謂戴震抄襲趙一清《水經注》校本的冤案。但部分學者認為是白費力氣。
《戴東原的哲學》一書是胡適研究清代思想史的一部最重要的著作。胡適認為，清代思想史中存在一個反理學的大運動，這個運動有破壞和建設兩個方面。前者是揭破理學的謬誤，打破它的壟斷地位；後者是要建設一種不同於理學的新哲學。
戴震是胡適的徽州老鄉。而胡適花了那麼多功夫研究水經注來為戴震辯冤白謗，一方面是胡適一向有袒護安徽同鄉的習慣，由胡適對李鴻章的評價就看得出來；一方面也是為了要發揚戴震的“從一事一物”開始“訓練那心知之明”，以“漸漸進於聖智”的做學問的漸進法門。

### 人權論集
1929年，胡適在《人權論集》序言里明確表示：「我們所要建立的是批評國民黨的自由和批評孫中山的自由。上帝我們尚可以批評，何況國民黨與孫中山。」

### 宗教觀點
胡適一生基本持堅定的無神論立場，他曾稱自己「在十一二歲時便已變成了一個無神論者」。胡適留學美國時曾參加基督教活動，並一度在日記中稱「幾乎使我變為一個基督教徒」，但後來又認為「……他們用感情的手段來捉人……深恨其玩這種『把戲』」。到晚年在台灣，胡適看見梅貽琦的夫人為病中的梅先生做禱告、唱讚美詩，覺得不可理喻:「他還沒有死，一屋子愚蠢的女人在唱著歌祈禱，希望升天堂。——這些愚蠢的女人!」

## 评价

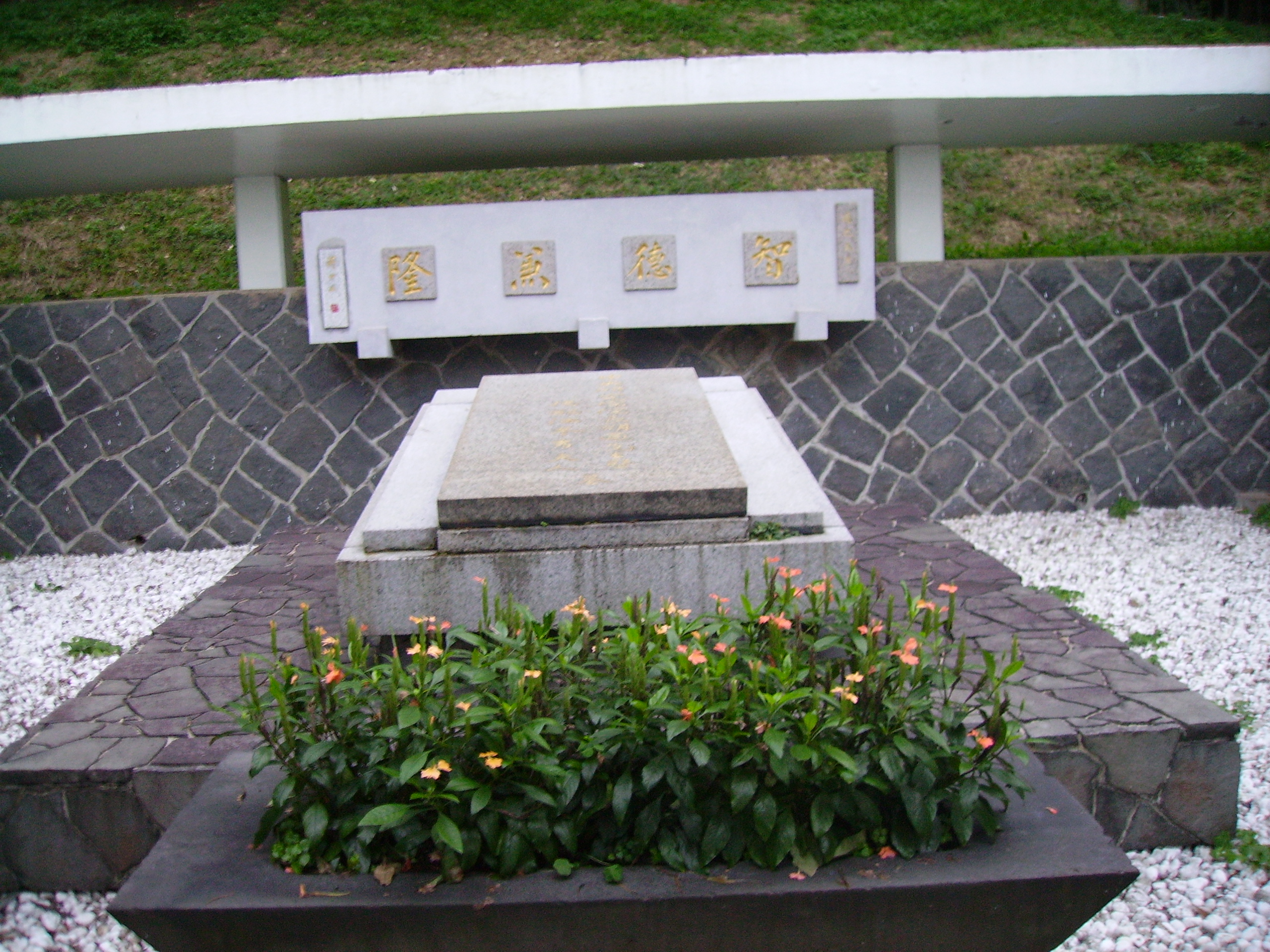
胡適墓

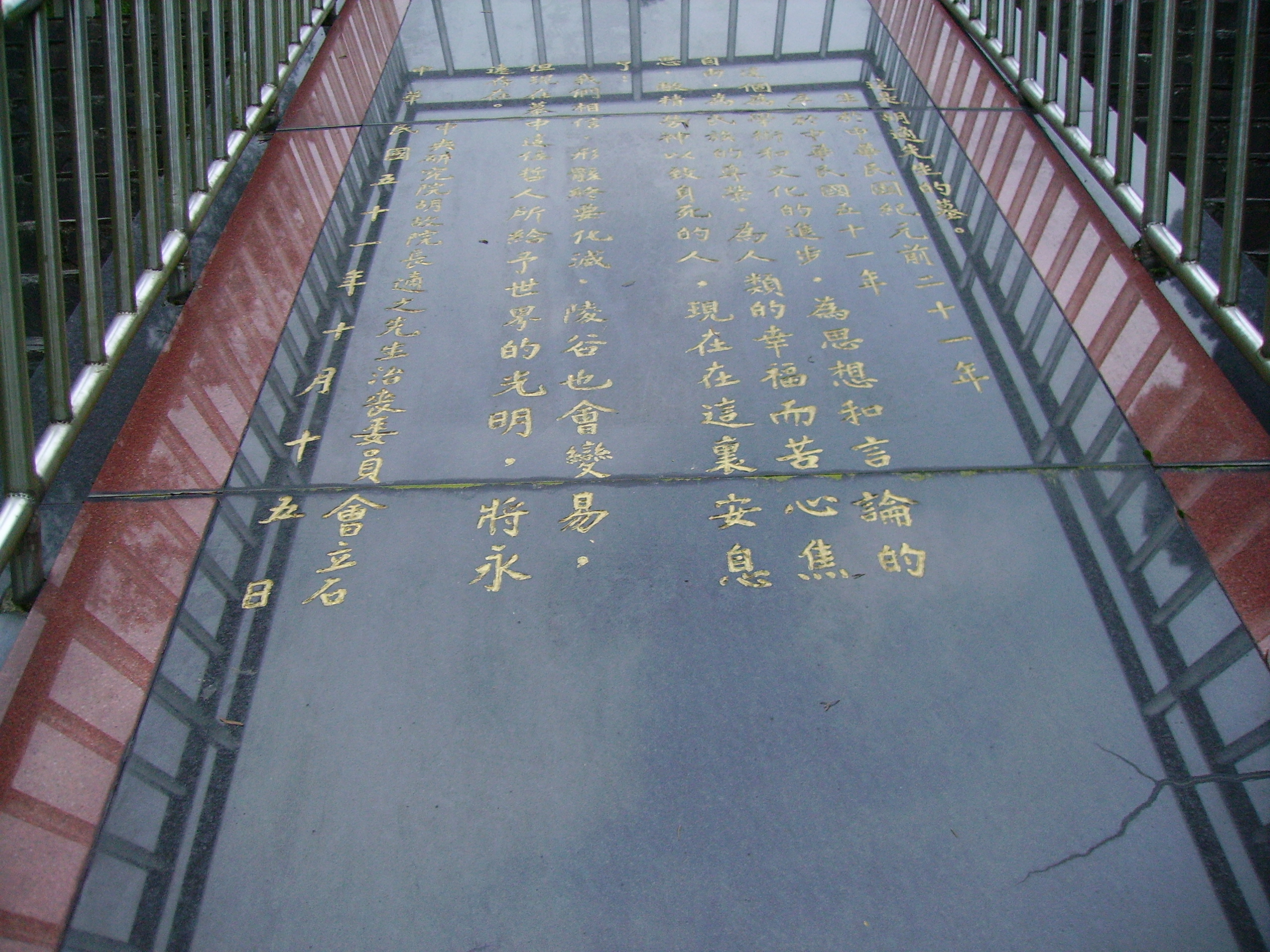
胡適墓誌銘

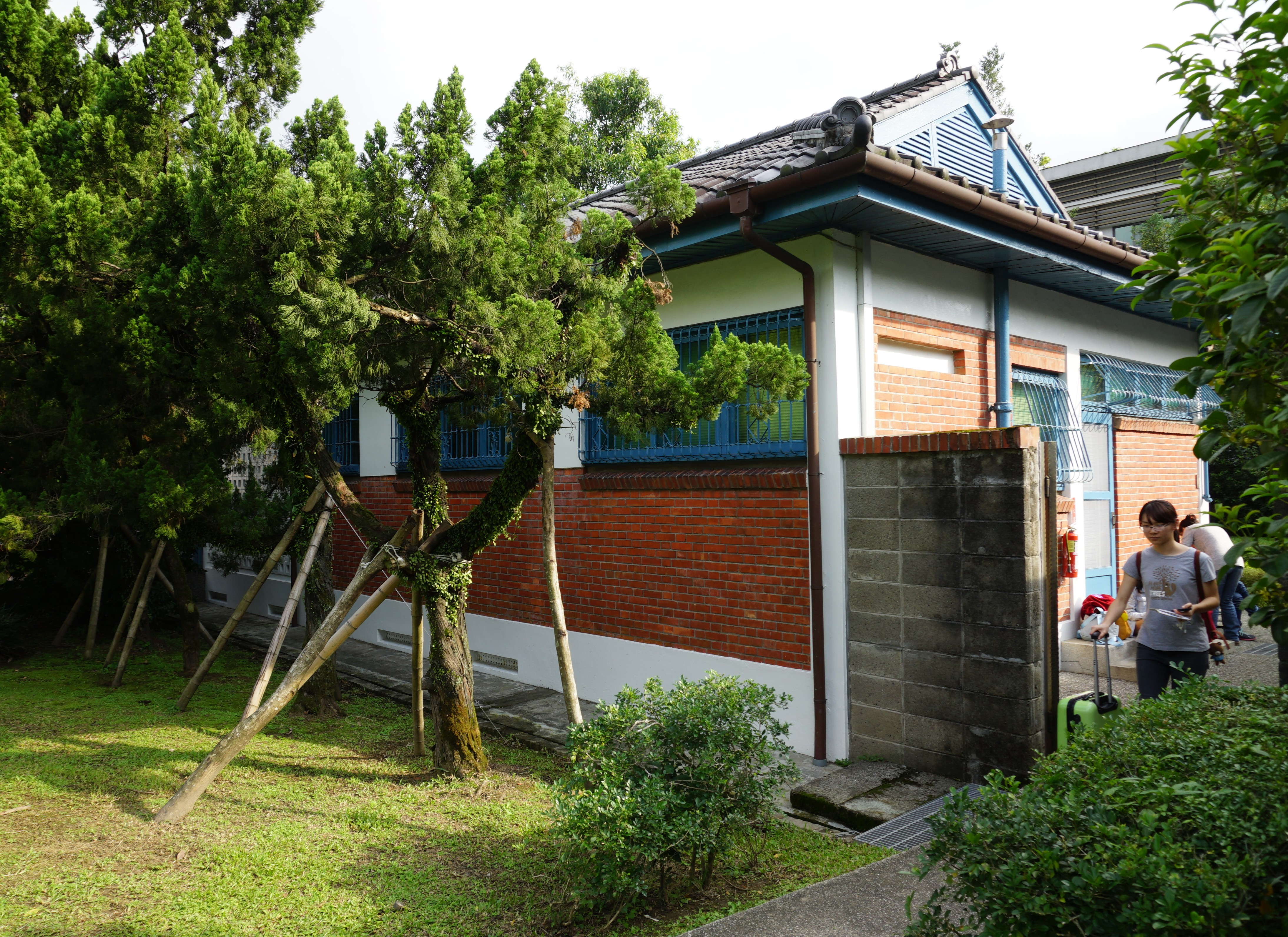
位於中央研究院內的胡適紀念館。

- 胡適：“（我是）不可救藥的樂觀主義者，...有時我自稱爲歷史家，有時又稱爲思想史家，但我從未自稱我是哲學家，或是其他各行的什麽專家”。[85]
- 陳獨秀：“五四運動，是中國現代社會發展之必然的產物，無論是功是過，都不應該專歸到那幾個人；可是蔡先生、適之和我，乃是當時在思想言論上負主要責任的人。”[86]
- 鲁迅：“不错，古代的儒教军师，总说“以德服人者王，其心诚服也”。胡适博士不愧为日本帝国主义的军师。”[87]
- 夏志清：“文學革命開始于1917年胡適的文章《文學改良芻議》”。
“胡適把整個中國文學的遺產重新估價了，他以前沒有幾個學者敢像他那樣公然表揚小說的價值，聲稱水滸傳、西廂記足可與離騷、莊子、史記相提並論。他對幾本中國古典小說的源流和作者的考證，真是國學研究上的重要的里程碑。他還以史學家和批評家的身份，指出一種他個人極為欣賞的藝術信仰：宣揚人道的寫實主義。他信奉的是小心求證的精神，是現實的樂觀主義者。”[88]
- 李敖：“在短短的兩三年間，他用新方法整理了斷爛朝報的中國哲學史，澄清了浮夸淫瑣的文字障，創立了新式標點，宣傳了‘不朽’論，介紹了實驗主義，攻擊了孔家店和舊式的父子問題，改革了不合人情的喪禮，鼓吹了女權和新的性觀念，最後印出了《嘗試集》，把中國文學帶到了一條新路與生路，在南社橫行排律成風的規摹裡，使老朽們面對了新詩。這兩三年的努力簡直是奇跡，一篇文章帶起了一個思潮，一個思潮引起無數的響應而匯成一個運動，每個運動都以《新青年》為源頭”。
“我們只消肯定他在文學革命的貢獻、新文化運動的貢獻、民主憲政的貢獻、學術獨立和長期發展科學的貢獻，我們就可以「論定」他對我們國家走向現代化的貢獻了，除此而外，一切都是餘事！”。
“民主二字早在五四時代就叫得滿天響，四十年來，能夠‘一以貫之’的相信他所相信的，宣傳他所相信的，而在四十年間，沒有迷茫、沒有轉變、沒有‘最後見解’的人，除了胡適之外，簡直找不到第二個”。
“至少我個人，我不承認在嚴格的尺度下，胡適是‘哲學家’和‘史學家’”。
“別看他笑得那麼好，我總覺得胡適之是一個寂寞的人”。[73]
- 毛澤東：“《新青年》是有名的新文化運動的雜誌...當我在師範學校做學生的時候，我就開始讀這一本雜誌。我特別愛好胡適、陳獨秀的文章。他們代替了梁啟超和康有為，一時成了我的模範。”[89]
“帝國主義及其走狗中國的反動政府只能控制（知識分子）其中的一部分人，到了後來，只能控制其中的極少數人，例如胡適、傅斯年、錢穆之類”。[90]
“看样子，这个反对在古典文学领域毒害青年三十余年的胡适派资产阶级唯心论的斗争，也许可以开展起来了”。[91]“胡适这个人也真顽固，我们托人带信给他，劝他回来，也不知他到底贪恋什么。批判嘛，总没有什么好话。说实话，新文化运动他是有功劳的，不能一笔抹杀，应当实事求是。到了21世纪，那时候替他恢复名誉吧”[92]
- 胡思杜（胡適二兒子，1950年語）：“他是反動階級的忠臣，人民的敵人，...帝國主義的走狗，...在他沒有回到人民的懷抱來以前，他總是人民的敵人，也是我自己的敵人”。[93]
- 蔣介石：“新文化中旧道德的楷模，旧伦理中新思想的師表”(挽聯[18]:101） 。
“以今日一般政客如胡适等无道义，无人格，只卖其‘自由’‘民主’的假名，以提高其地位，期达其私欲，对国家前途与事实概置不顾，令人悲叹……经儿（注：蒋经国）婉报胡适与其谈话经过，乃知其不仅狂妄，而且是愚劣成性，竟劝我要‘毁党救国’，此与共匪之目的如出一辙，不知其对我党之仇恨甚于共匪之对我也，可耻。”“此人实为一个最无品格之文化买办，无以名之，只可名曰‘狐仙’，乃为害国家、为害民族文化之蟊贼。  最无品格之文化买办、其人格等于野犬之狂吠！”“以今日一般政客如胡适等无道义，无人格，只卖其‘自由’‘民主’的假名，以提高其地位，期达其私欲，对国家前途与事实概置不顾，可耻！” [94] “胡适乃今日文士名流之典型，而其患得患失之结果，不惜借外国之势力，以自固其地位，甚至损害国家威信而亦在所不惜。”
- 林語堂：“胡適的確是個了不起的人。他啟迪了當代人士的思想，也為他們的子孫樹立楷模。榮銜學位多不勝數。最高當局甚至曾敦促他競選中華民國總統和出任行政院長。但終其一生，胡適淡泊謙衝，平易近人”。
“他是学者，也是好人。但一生所遭受的恶毒批评和攻讦，几乎比任何人多。但是这些谩骂叫嚣丝毫不能影响或改变胡适对发展科学、民主制度以及革新需要的信念”。
“他的朋友，或自称是他朋友的人，实在太多了，因此我有一次在我主编的幽默杂志《论语》上宣布:这本杂志的作者谁也不许开口‘我的朋友胡适之’，闭口‘我的朋友胡适之’”。[9]
- 唐德剛：“胡適之先生的了不起之處，便是他原是我國新文化運動的開山宗師，但是經過五十年之考驗，他既未流於偏激，亦未落伍。始終一貫地保持了他那不偏不倚的中流砥柱的地位。開風氣之先，據杏壇之首；實事求是，表率群倫，把我們古老的文明，導向現代化之路。熟讀近百年中國文化史，群賢互比，我還是覺得胡老師是當代第一人！”[85]
- 余英時：“胡適的‘暴得大名’最初完全是由於他提倡文學革命，用白話來代替文言。...他的思想在上層文化領域之内所造成的震動卻更爲激烈、更爲廣泛。...無論我們怎樣評判他，今天中國學術與思想的現狀是和他一生工作分不開的”。[95]
- 季羡林： “適之先生待人親切、和藹，什麼時候見他，都是滿面笑容，從來不擺教授架子，不擺名人架子，不擺校長架子，而且對什麼人都是這樣，對教授是這樣，對職員是這樣，對學生是這樣，對工友也是這樣。我從來沒有看到他疾言厲色，發脾氣。同他在一起，不會有任何一點局促不安之感。他還不缺乏幽默感。我的總印像是：胡適是一個好‘朋友’，胡適是一個好人。”[96]
“解放以後，我們隊伍中的一些人創造了一個新術語，叫做‘小罵大幫忙’。胡適同國民黨鬧點小彆扭就歸入這個範疇”。
“我認為胡適是一位非常複雜的人物，他反對共產主義，但是拿他那一把美國尺子來衡量，他也不見得贊成國民黨”。[97]
- 溫源寧：“胡適博士，在少數人心目中，不是厲害的對手就是很好的朋友。對於其他人而言，他是老大哥。所有人都承認他和藹可親、招人喜愛，甚至他的死對頭也這樣認為。...胡博士學識淵博，他對萬事萬物——從春藥的配製到佛教的深奧佛理——全都有所了解。...放在（伏爾泰等）這一群哲人中間，胡博士也不是最遜色的一個。而在中國，我不敢說他就不是唯一的當代哲人”。[98]
- 周汝昌：“（關於紅學，胡適）做了一般性的考訂工作，貢獻不小，但這兒并沒有什麽新的思想内涵與學術體系可言。...對曹雪芹這部書的真涵義真價值，可説一無所論，簡單膚浮得令人驚訝”。[99]

## 轶事
季羡林曾评价胡适“是一个书生，说不好听一点，就是一个书呆子。”并举一小事称，胡适一次会议前声明要提前退席，会上忽而有人谈到《水经注》，胡适之先生立即精神抖擞，眉飞色舞，口若悬河起来，乃至忘了提早退席这件事。
胡适的代表作《中國哲學史大綱》、《白话文学史》皆有始无终，只有上卷而没有下卷，以致被黄侃讥讽为缺失“下面”一截的太监，后世人们将未完稿的文艺作品称为“太监”便起源于此。
胡適與傅斯年的友谊亦是眾人皆知，而兩人的機緣的起因在於北大的時期。時年傅斯年21歲，胡適26歲。當時胡適任職北大並作為哲學史的教授，但是大部分的學生對於胡適沒接續前任教授講解的商朝哲學史作更進一步的說明感到不滿。先前傅斯年曾經替班級稟報教授不適任，進而替換教授，因此班級希望傅斯年再向校長稟報一次。傅斯年聽了幾堂課後對同學說：「這教授雖然書讀得不算多，但至少沒出現什麼錯誤，諸位就別鬧了」。此事讓胡適感激不已，時常稱傅斯年為「保駕人」。。
胡適喜歡玩一種稱為過五關的骨牌遊戲，在1946年6月24日的日記還認為是世界最好的單人遊戲。1960年11月23日，雷震事件發生時，胡適因心情不好玩此戲解悶。
晚年胡适和李敖有一段往事，当时李敖作为学生比较穷。1961年10月，胡适就写了一份信并附送的1000元的支票并邀请李敖双十节后去玩。
胡适反对包办婚姻，并以婚姻自由为主题写过一个剧本《终身大事》，影响甚广，但是他自己与包办婚姻的妻子江冬秀厮守终身。

### 諾貝爾獎提名
根據諾貝爾獎官方資料庫，胡適曾於1939年和1957年分别被瑞典考古学家斯文·赫定和國際筆會香港中國筆會提名為諾貝爾文學獎候選人。

## 獲獎及榮譽
胡適擁有33個名譽博士學位：
- 香港大學名譽法學博士(1935年)
- 哈佛大學名譽文學博士(1936年)
- 南加州大學名譽人文學博士(1936年)
- 哥倫比亞大學名譽法學博士(1939年)
- 芝加哥大學名譽法學博士(1939年)
- 加州大學名譽法學博士(1940年)
- 杜克大學名譽法學博士(1940年)
- 克拉克大學名譽法學博士(1940年)
- 聯合學院名譽民法學博士(1940年)
- 維思大學名譽法學博士(1940年)
- 布朗大學名譽法學博士(1940年)
- 耶魯大學名譽法學博士(1940年)
- 賓夕法尼亞大學名譽法學博士(1940年)
- 麥基爾大學名譽文學博士(1941年)
- 森林湖學院名譽法學博士(1941年)
- 狄金森學院名譽法學博士(1941年)
- 明德大學名譽法學博士(1941年)
- 多倫多大學名譽法學博士(1941年)
- 俄亥俄州立大學名譽法學博士(1942年)
- 羅徹斯特大學名譽法學博士(1942年)
- 達特茅斯學院名譽文學博士(1942年)
- 奧伯林學院名譽法學博士(1942年)
- 威斯康辛大學麥迪遜分校名譽法學博士(1942年)
- 丹尼森大學名譽人文學博士(1942年)
- 托雷多大學名譽法學博士(1942年)
- 東北大學名譽法學博士(1942年)
- 普林斯頓大學名譽法學博士(1942年)
- 紐約州立大學名譽文學博士(1942年)
- 巴克內爾大學名譽文學博士(1942年)
- 牛津大學名譽民法學博士(1945年)
- 柯蓋德大學名譽文學博士(1949年)
- 克萊蒙研究大學名譽人文學博士(1950年)
- 夏威夷大學名譽人文學博士(1959年)

## 主要论著

### 著作書籍
- 著《中国哲学史大纲·卷上》（1919年）
- 著《尝试集》（1920年，北平，北大出版部，新诗诗集）
- 著《胡適文存·一集》（1921年，北平，北大出版部）
- 著《章实齐先生年谱》 （1922年，上海，商务印书馆，姚名达订补）
- 著《胡適文存·二集》（1924年，上海，亚东图书馆）
- 著《戴东原的哲学》（1927年，上海，亚东图书馆）
- 著《白话文学史·上卷》（1928年，上海，新月书店）
- 著《庐山游记》（1928年，上海，新月书店）
- 著《人权论集》（1930年，上海，新月书店，与罗隆基、梁实秋合著）
- 著《胡適文存·三集》（1930年，上海，亚东图书馆）
- 著《胡適文选》（1930年，上海，亚东图书馆）
- 著《中国中古思想史长编》（1930年，吴淞，中国公学）
- 著《中国中古思想史的提要》（1932年，北平，北大出版部）
- 著《四十自述》（1933年，台北，遠流出版社）
- 著《胡適论学近著·第一集》（1935年，商务印书馆；后删省为《胡適文存·四集》，台北，远东，1953年）
- 著《南游杂忆》（1935年，良友图书公司）
- 著《藏晖室札记》（1939年，上海，亚东图书馆；1947年由商务重排出版，改称《胡適留学日记》）
- 著《胡適的时论》（1948年，六艺书局）
- 著《水经注版本四十种展览目录》 （1948年，北大五十周年纪念，北平，北大出版部）
- 著《我们必须选择我们的方向》 （1949年，台北，自由中国社；即《胡適时论》的增改本）
- 著《齐白石年谱》（1949年，上海，商务印书馆，与黎锦熙、邓广铭合著）
- 著《丁文江的传记》 （1960年，南港中央研究院）
- 著《胡適口述自傳》 （唐德剛，遠流出版社）

### 校對、編輯與翻譯
- 校编《神会和尚遗集》（1930年，上海，亚东图书馆）
- 编《中国文学史选例》（1931年，北平，北大出版部）
- 译《短篇小说》（1933年，上海，亚东图书馆）
- 编《中国新文学大系·第一集》（1935年，建设理论集，良友图书公司）
- 编《臺湾纪录两种》 （1951年，臺湾省文献委员会，与罗尔纲合校编）
- 编《乾隆甲戌脂砚斋重评石头记》（1961年，臺北，自印本）

### 文章與期刊
- 发表《文学改良刍议》（1917年1月1日，于《新青年》第2卷第5号）
- 发表《历史的文学观念论》（1917年5月1日，于《新青年》第3卷第3号）
- 发表《建设的文学革命论》（1918年）
- 发表《多研究些问题，少谈些主义》（1919年7月20日，于《每周评论》第31期）
- 發表《差不多先生傳》（1924年，於《申報》）
- 发表《人权与约法》（1929年，于《新月》杂志第2卷第2号）
- 发表《我们什么时候才可有宪法—对于建国大纲的疑问》（1929年，于《新月》杂志第2卷第4号）
- 发表《知难，行亦不易—孙中山先生的“行易知难”说述评》（1929年，于《新月》杂志第2卷第4号）
- 发表《新文化运动与国民党》（1929年，于《新月》杂志第2卷第6、7号合刊）
- 发表《我们走那条路》（1930年4月10日，于《新月》月刊第2卷第10期）
- 发表《容忍与自由》 （1959年11月20日在《自由中国》十周年纪念会上的演讲，全文刊登在《自由中国》第20卷第10期）

### 日記
- 《胡適日記全集 》 （页面存档备份，存于） (全套十冊)，（台北，聯經出版社，POD版）
- 《胡适日记全编》共8卷，2004 安徽教育出版社
- 《胡适留学日记》（上、下卷） 2012 北京日报出版社

### 文集
- 《胡適選集》共13冊（《文史新刊》之131至143），1970，傳記文學出版社。
- 《胡适全集》共44卷，2003，安徽教育出版社。
- 《胡适文集》全12册，2013，北京大学出版社（2版）。
- 《胡适文集》全6册，2019，北京燕山出版社。

## 家庭

### 父母
父亲胡傳（1841年－1895年8月22日），字铁花、号钝夫，清朝贡生，官至淞沪厘卡总巡、臺東直隶州知州，著有《臺湾纪事两种》，1895年8月22日病殁于厦门。
母亲冯顺弟，安徽省绩溪县人。她23岁守寡，一直守了23年，受尽了人生的痛苦和折磨。而最大苦痛，莫过于许多亲人的相继死亡。这23年间，仅婆家和娘家，共死去七个亲人。胡适在《四十自序》中详尽描写了自己的母亲的订婚过程和丧夫后打理家庭、培养儿子的故事。

### 妻子
妻子江冬秀（1890年12月19日－1975年），旌德县人，1917年於家姑包办下與胡適結婚。在当时自由恋爱风气兴起后，胡适并未像其他青年一样毁掉婚约，而是继续维持，对此，胡在后来的日记中写道：“假如我那时忍心毁约，使这几个人终身痛苦，我良心上的责备，必然比什么痛苦都难受。”1975年於臺灣病逝。

### 兒女
1. 长子胡祖望（1919－2005），於西南聯大修讀機械工程畢業，其後再赴美至其父母校康乃爾大學深造同科目碩士，畢業後長居美國任職工程師；1949年10月於泰國曼谷與曾淑昭女士結婚，1955年於美國生獨子胡復。
2. 次子胡思杜（1921－1957），當年拒絕與家人赴臺並留在中国大陆，1954年被中共強迫聲明与胡适断绝父子关系，但仍被批鬥，最終更于1957年9月21日不堪反右運動批鬥而自縊身亡，但當時兩岸消息斷絕，胡適至死不知幼子死訊。
3. 女儿胡素斐，5歲時不幸夭折。

### 孫辈
1. 胡復（Victor HU[108]，生於1955年），胡祖望與曾淑昭之子。先天罹患小兒麻痺症而殘疾，但仍成功入讀父祖輩母校康乃爾大學，畢業後於美國任職公務員。至今獨身未婚。

## 紀念
- 胡適出生地（1891）：清江蘇省松江府川沙撫民廳（今上海市浦東新區川沙新鎮）
- 胡適故里：安徽省徽州府績溪縣上庄鎮（今安徽省宣城市績溪縣上庄鎮上莊村適之路28號）
- 上庄適之廣場︰安徽省宣城市績溪縣上庄鎮開發路18號
- 績溪縣適之中學（2007）：安徽省宣城市績溪縣華陽鎮洪川路2號
- 胡適墓園：臺北市南港區中研里研究院路二段130號
- 胡適紀念館（1962年）：臺北市南港區研究院路二段130號，隸屬於中央研究院近代史研究所之紀念館，範圍包括胡適於1958年至1962年間擔任該院院長時的故居、陳列室及胡適墓園。
- 胡適公園（1973）：臺北市南港區中研里研究院路二段130號
- 臺北市南港區胡適國民小學（1979年8月1日）：臺北市南港區中研里舊莊街一段1號

## 研究書目
- 余英時：《重尋胡適歷程：胡適生平與思想再認識》（桂林：廣西師範大學出版社，2004）。
- 周質平：《胡適與中國現代思潮》（南京：南京大學出版社，2002）。
- Jerome B. Grieder（賈祖麟）著，張玉譯：《胡適之評傳》（海口：南海出版社，1992）。
- 羅志田：《再造文明的嘗試：胡適傳(1891-1929)》（北京：中華書局，2006）。
- 江勇振：《舍我其誰：胡適．日正當中1917-1927》。

### 畫像
- 胡適 / 江啟明 (Kong Kai Ming)  （页面存档备份，存于） Portrait Gallery of Chinese Writers (Hong Kong Baptist University Library 香港浸會大學圖書館)